# Spondilizema
Lo spondilizema è il dislocamento di una vertebra verso il basso causato dalla distruzione o dal crollo di quella sottostante. Qualora si localizzi a livello dell'ultima vertebra lombare o a livello dell'osso sacro, si manifesta il cosiddetto bacino spondilolizematico o pelvis obtecta di Fehling.

## Eziologia
Può essere secondario morbo di Pott, o tubercolosi ossea.